# Georg Krauss (történetíró)
Georg Krauss (Nagyszeben, 1607. szeptember 17. – Segesvár, 1679. január 26.) erdélyi szász történetíró.

## Élete
Apja gazdag kereskedő volt Nagyszebenben. 1622-től Kolozsváron és 1624-től szülővárosában tanult, 1626-ban a strassburgi egyetemre ment. 1627-ben Bécsben járt, majd Páduába utazott, ahol másfél évet töltött a jogakadémián. Hosszabb itáliai tartózkodás után (Velence, Ferrara, Firenze, Siena, Viterbo, Róma, Ostia, Nápoly, Pozzuoli, Baiae, Messina, Palermo, Siracusa, Trapani, Catania) Máltára utazott. 1631-ben tért vissza szülővárosába és havasalfölddeli kereskedelemmel foglalkozott. 1646-ban Segesvárra hívták meg városi rendes jegyzőnek. Ezt a tisztséget 36 éven át töltötte be, közben többször is követként járt az erdélyi fejedelem udvaránál.
Siebenbürgische Chronik (Erdélyi Krónika) című munkája Erdély történetét foglalja össze 1608 és 1655 között. Mivel helyzetértékelése pontos, és több olyan eseményről számol be, amelynek maga is szemtanúja volt, fontos forrása az erdélyi történetírásnak.

## Művei
- Tractatus rerum tam bellicarum, quam etiam aliarum ab anno 1599 usque 1606 inclusive in Transylvania interventarum per Georgium Krauss 1646 fungentem Civitatis Schaesburgensis Notarium conscriptus (Fundgruben der Geschichte Siebenbürgens von Grafen Joseph Kemény. Klausenburg (Kolozsvár), 1839. 164–217. A segesvári levéltárban őrzött eredeti német nyelvü kézirat lenyomata, latin cimmel)
- Siebenbürgische Chronik des Schässburger Stadtschreibers … 1608–1665. Herausgegeben vom Ausschusse des Vereins für siebenbürgische Landeskunde. Wien (Bécs), 1862., 1864, két kötet (Fontes rerum Austriacarum III., IV.)

Kéziratban:
- Memorial und kurzer wahrer Bericht, was über diese unsere Stadt Schässburg, als in der Ordnung der sächsichen königl. Städte in Siebenbürgen, nach der Hauptstadt Hermannstadt die Erste, innerhalb 485 Jahren ihrer Erbauung bis in dieses unglückselige 1676. Jahr, in Belagerungen der Stadt, Feuersbrünsten, andern zufälligen Unglücksfällen und Pestzeiten, bei unseren, unserer Eltern und Voreltern Gedenkzeiten ergangen gewesen, auf Befehl eines Hochweisen Raths und der Löbl. Hundertmannschaft durch mich Georgium Krauss 31 jährigen Juratum Notarium aufgesetzt und verzeichnet
- Codex Krausio-Kelpianus oder merkwürdige Geschichten in Siebenbürgen und dessen umliegenden benachbarten Ländern von 1608 bis 1665 mit vielem Urkunden

## Magyarul
- Erdélyi krónika, 1608–1665; szerk. V. András János, ford., bev., jegyz. Vogel Sándor; Ómagyar Kultúra Baráti Társaság Kiadói Részlege, Bp., 1994
- Erdélyi krónika, 1608–1665; ford., bev., jegyz. Vogel Sándor; 2. átdolg. kiad.; Pro-Print, Csíkszereda, 2006